# Ландкварт (округ)
Ландкварт (нем. Bezirk Landquart) — бывший округ в Швейцарии.
Существовал до 2015 года. Входил в кантон Граубюнден. 1 января 2016 года был заменён новым регионом Ландкварт, в который вошли все коммуны округа Ландкварт, кроме Хальденштайна, вошедшего в регион Плессур.
Занимает площадь 193,23 км². Население — 22 739 чел. Официальный код — 1826.

## Коммуны округа
| Район Фюнф-Дёрфер | Район Фюнф-Дёрфер | Район Фюнф-Дёрфер | Район Фюнф-Дёрфер | Район Фюнф-Дёрфер | Район Фюнф-Дёрфер                          |
| Герб              | Коммуна           | Население (2005)  | Площадь км²       | Официальный код   | Примечание                                 |
| ----------------- | ----------------- | ----------------- | ----------------- | ----------------- | ------------------------------------------ |
| Хальденштайн      | Хальденштайн      | 894               | 18,56             | 2941              | 1.01.2016 передан в регион Плессур         |
| Игис              | Игис              | 7008              | 10,88             | 2942              | С 1.01.2012 объединены в коммуну Ландкварт |
| Мастрильс         | Мастрильс         | 534               | 7,98              | 2943              | С 1.01.2012 объединены в коммуну Ландкварт |
| Зайс              | Зайс              | 172               | 14,47             | 2944              | С 1.01.2008 в составе коммуны Триммис      |
| Триммис           | Триммис           | 2881              | 28,40             | 2945              |                                            |
| Унтервац          | Унтервац          | 2262              | 27,72             | 2946              |                                            |
| Цицерс            | Цицерс            | 3064              | 11,01             | 2947              |                                            |

| Район Майенфельд | Район Майенфельд | Район Майенфельд | Район Майенфельд | Район Майенфельд |
| Герб             | Коммуна          | Население (2005) | Площадь км²      | Официальный код  |
| ---------------- | ---------------- | ---------------- | ---------------- | ---------------- |
| Флеш             | Флеш             | 587              | 19,94            | 2951             |
| Енинс            | Енинс            | 752              | 10,54            | 2952             |
| Майенфельд       | Майенфельд       | 2432             | 32,33            | 2953             |
| Маланс           | Маланс           | 2153             | 11,40            | 2954             |